# Joan Rivers
Joan Rivers   (Brooklyn i Nova York, 8 de juny de 1933 - Mount Sinai Hospital, 4 de setembre de 2014) nascuda Joan Alexandra Molinsky,fou una actriu, comediant, escriptora, productora i estrella de la televisió americana, amb una vida controvertida i polèmica.
Rivers va esdevenir coneguda el 1965 quan va ser convidada al programa The Tonight Show. Aconsellada pel seu mentor, Johnny Carson, el programa va mostrar el seu estil còmic. El 1986, amb el seu propi programa The Late Show with Joan Rivers, esdevingué la primera dona a fer un programa d'entrevistes nocturn a la televisió. Després va fer The Joan Rivers Show (1989–1993), que va guanyar un Daytime Emmy. En els seus últims anys, Rivers fou particularment coneguda per fer entrevistes còmiques a persones famoses i per caminar per la catifa vermella durant els programes. Del 2010 al 2014 va co-presentar el xou Fashion Police. També va participar en sèries com Joan & Melissa: Joan Knows Best?, del 2011 al 2014, amb la seva filla Melissa Rivers. Se li va dedicar el documental Joan Rivers: A Piece of Work (2010).
Rivers va participar en diversos àlbums còmics, i fou nominada el 1984 per als premis Grammy pel seu àlbum What Becomes a Semi-Legend Most?. Fou nominada el 1994 per la Tony Award for Best Actress in a Play per la seva performance sobre el títol Sally Marr... and Her Escorts. El 2015, Rivers va rebre un premi Grammy Award pòstum pel seu llibre, Diary of a Mad Diva.
Rivers va ser l'autora de 12 llibres molt venuts de memòries i humor. Rivers va impulsar una línia de joies i roba al canal de venda QVC. El 1968, el crític de televisió del The New York Times Jack Gould va dir que Rivers havia estat "molt possiblement la dona viva més intuïtivament divertida".